# Parker, Arizona
Parker (nume originar, Amat Kuhwely, anterior Ahwe Nyava în limba mohave) este un oraș și sediul comitatului Comitatul La Paz, Arizona, Statele Unite ale Americii, situat de-a lungul fluviului  Colorado în Valea Parker. Populația orașului, care se găsește la circa 195 km (sau 121 de mile) nord Yuma, era de 3.140 de locuitori, conform recensământului făcut de United States Census Bureau în anul 2000.

## Istoric
Fondat în 1908, orașul a fost numit după Ely Parker, primul lider al său, de origine nativ american. De asemenea, a existat un Earl H. Parker, care a fost primul topograf al localității în 1909. Cu circa 40 de ani înainte, la 6 ianuarie 1871, pe teritoriul revervației indiene Colorado River Indian Reservation a fost creat un oficiu poștal.

## Geografie
Parker se găsește la coordonatele 34°8′41″N 114°17′23″V / 34.14472°N 114.28972°V.
Conform datelor culese de United States Census Bureau, suprafața totală a orașului este de 57.0 km² (sau 22.0 square miles), dintre care 56.9 km² este uscat, iar restul de 0.05 % este apă.